# تشنج ناشی از تب
تشنج ناشی از تب که به عنوان fever fit یا febrile convulsion نیز شناخته می‌شود، تشنجی است که با دمای بالای بدن اما بدون هیچ‌گونه مشکل زمینه‌ای جدی در سلامت، همراه است. آنها بیشتر در کودکان بین سنین ۶ ماه و ۵ سال رخ می‌دهند. بیشتر تشنج‌ها کمتر از پنج دقیقه طول می‌کشند و کودک در عرض یک ساعت پس از وقوع، به حالت عادی بازمی‌گردد. دو نوع از این نوع تشنج وجود دارند: تشنج ناشی از تبِ ساده و تشنج ناشی از تبِ پیچیده. تشنج‌های ناشی از تب ساده، یک کودک سالم را درگیر کرده که در یک دوره ۲۴ ساعته، حداکثر یک تشنج تونیک-کلونیک داشته و کمتر از ۱۵ دقیقه طول می‌کشد. تشنج‌های ناشی از تب پیچیده، علائم کانونی دارند، بیش از ۱۵ دقیقه طول می‌کشند یا بیش از یکبار در عرض ۲۴ ساعت رخ می‌دهند. حدود ۸۰ درصد از آنها، به عنوان تشنج‌های ناشی از تب ساده طبقه‌بندی می‌شوند.
تشنج‌های ناشی از تب به دلیل تبی ایجاد می‌شوند که معمولاً ناشی از یک عفونت ویروسی است. آنها ممکن است به شکل خانوادگی رخ دهند. مکانیسم اصلی به‌طور کامل شناخته نشده است، اما تصور می‌شود که ژنتیک، عوامل محیطی، نابالغی مغز و واسطه‌های التهابی نقش دارند.  تشخیص، شامل تأیید این است که عفونت مغزی و مشکلات متابولیکی وجود نداشته و هیچ تشنج قبلی بدون تب رخ نداده باشد. انجام آزمایش خون، تصویربرداری از مغز یا نوار مغزی (electroencephalogram; EEG)، معمولاً مورد نیاز نیست. معاینه برای تعیین علت تب، توصیه می‌شود.  در کودکانی که ظاهر سالمی دارند، لزوماً نیازی به انجام پونکسیون کمری نیست.
تجویز نه داروهای ضدتشنج و نه داروهای تب‌بر در تلاش برای پیشگیری از موارد بیشتر تشنج‌های ناشی از تب ساده توصیه نمی‌شوند. در موارد معدودی که بیش از ۵ دقیقه طول می‌کشد، ممکن است از بنزودیازپین‌هایی مانند لورازپام یا میدازولام استفاده شود. تلاش برای خنک کردن سریع بدن در طول تشنج، توصیه نمی‌شود.
تشنج‌های ناشی از تب، ۲ تا ۱۰ درصد از کودکان را تحت تاثیر قرار می‌دهند.  آنها در پسران بیشتر از دختران رخ می‌‌دهند. پس از وقوع یک تشنج ناشی از تب، تقریباً ۳۵ درصد احتمال ابتلا به تشنج دیگر در دوران کودکی وجود دارد.  نتایج به‌طور کلی عالی بوده، به‌طوری که موفقیت‌های تحصیلی مشابه با سایر کودکان داشته و هیچ تغییری در خطر مرگ برای کسانی که تشنج‌های ساده دارند، وجود ندارد. شواهد آزمایشی وجود دارد که نشان می‌دهد خطر ابتلا به صرع در کودکان مبتلا در مقایسه با جمعیت عمومی، به میزان ۲ درصد افزایش یافته است. 

## علائم و نشانه‌ها
علائم و نشانه‌ها به این بستگی دارد که تشنج ناشی از تب، ساده است یا پیچیده. به‌طور کلی، دمای کودک بیشتر از ۳۸ درجه سانتیگراد (۱۰۰.۴ درجه فارنهایت) است، اگرچه اکثر آنها تب ۳۹ درجه سانتیگراد (۱۰۲.۲ درجه فارنهایت) یا بالاتر دارند. بیشتر تشنج‌های ناشی از تب در ۲۴ ساعت اول شروع تب، رخ می‌دهند. علائم معمول تشنج، عبارتند از، از دست دادن هوشیاری، چشمان باز شده که ممکن است منحرف شده باشند یا به نظر برسد که به یک جهت نگاه می‌کنند، تنفس نامنظم، افزایش ترشحات یا کف در دهان و کودک ممکن است رنگ‌پریده یا آبی (سیانوتیک)، به نظر برسد. آنها ممکن است دچار بی‌اختیاری شوند (ادرار یا مدفوع) و همچنین ممکن است استفراغ کنند.

### انواع
دو نوع تشنج ناشی از تب وجود دارد: ساده و پیچیده. بحران صرعی ناشی از تب (febrile status epilepticus)، زیرگروهی از تشنج‌های ناشی از تب پیچیده است که بیش از ۳۰ دقیقه طول می‌کشد. این مورد، می‌تواند تا ۵ درصد از موارد تشنج ناشی از تب را تشکیل دهد.
|                  | ساده                                                     | پیچیده                                                                |
| ---------------- | -------------------------------------------------------- | --------------------------------------------------------------------- |
| ویژگی‌ها          | حرکات تونیک-کلونیک منتشر (سفتی و تکان دادن دست‌ها و پاها) | حرکات کانونی (معمولاً یک اندام یا یک طرف بدن را تحت تأثیر قرار می‌دهد)  |
| مدت زمان         | <۱۵ دقیقه (عمدتاً <۵ دقیقه طول می‌کشند)                    | > ۱۵ دقیقه                                                            |
| وضعیت پس از حمله | خواب‌آلودگی وجود نداشته یا کوتاه است                      | دوره طولانی خواب‌آلودگی؛ ممکن است دچار فلج تاد (Todd's paralysis) شوند |
| عود              | بدون عود در ۲۴ ساعت اول                                  | ممکن است در ۲۴ ساعت اول عود کند                                       |

## علل
| نوع   | OMIM                                                | ژن     |
| ----- | --------------------------------------------------- | ------ |
| FEB3A | Online 'Mendelian Inheritance in Man' (OMIM) 604403 | SCN1A  |
| FEB3B | Online 'Mendelian Inheritance in Man' (OMIM) 604403 | SCN9A  |
| FEB4  | Online 'Mendelian Inheritance in Man' (OMIM) 604352 | GPR98  |
| FEB8  | Online 'Mendelian Inheritance in Man' (OMIM) 611277 | GABRG2 |

تشنج ناشی از تب، به دلیل تب  و آنهایی که معمولاً بیشتر از ۳۸ درجه سانتیگراد (۱۰۰.۴ درجه فارنهایت) هستند، رخ می‌دهد. علت تب، اغلب یک بیماری ویروسی است. احتمال تشنج ناشی از تب، به این مورد که به چه میزان درجه حرارت بالا می‌رود، بستگی دارد. برخی فکر می‌کنند که میزان افزایش درجه حرارت بدن، مهم نیست در حالی که برخی دیگر احساس می‌کنند که نرخ افزایش، یک عامل خطر است. این موضع دوم، ثابت نشده است.
در کودکان، بیماری‌هایی که اغلب باعث تب می‌شوند، عبارتند از عفونت گوش میانی و عفونت‌های ویروسی دستگاه تنفسی فوقانی. سایر عفونت‌های مرتبط با تشنج ناشی از تب عبارتند از: شیگلوز، سالمونلوز و روزئولا. اگرچه مکانیسم دقیق ناشناخته است، گمان می‌رود که این عفونت‌ها ممکن است مستقیماً یا از طریق یک نوروتوکسینِ منجر به تشنج، بر مغز تأثیر بگذارند
احتمال کمی برای تشنج ناشی از تب پس از واکسن‌های خاص وجود دارد. این خطر فقط برای چند روز پس از دریافت یکی از واکسن‌های دخیل در زمانی که کودک احتمالاً به عنوان یک پاسخ ایمنی طبیعی دچار تب می‌شود، اندکی افزایش می‌یابد. واکسن‌های دخیل عبارتند از:
- سرخک/اوریون/سرخچه/واریسلا (MMRV)
- دیفتری/کزاز/سیاه سرفه فاقد سلول/فلج اطفال/هموفیلوس آنفلوآنزا نوع B ترکیب شده
- دیفتری-کزاز-سیاه سرفه تمام سلولی که دیگر در آمریکای شمالی استفاده نمی‌شوند
- برخی از انواع واکسن‌های پنوموکوک
- برخی از انواع واکسن‌های آنفلوآنزای غیرفعال

قبلاً تصور می‌شد که تشنج ناشی از تب با واکسن ترکیبی MMRV بیشتر اتفاق می‌افتد، اما مطالعات اخیر نشان دادند که افزایش قابل توجهی وجود ندارد. به‌طور کلی، تشنج‌های ناشی از تبِ تحریک‌شده توسط واکسن‌ها، غیرمعمول هستند. کودکانی که استعداد ژنتیکی نسبت به تشنج ناشی از تب دارند، احتمال بیشتری دارد که پس از واکسیناسیون دچار تشنج شوند.
تشنج، طبق تعریف، بدون عفونت داخل جمجمه یا مشکلات متابولیک رخ می‌دهد.  آنها در خانواده‌هایی با سابقه خانوادگی مثبت، در تقریباً ۳۳ درصد افراد رخ می‌دهند. چندین ارتباط ژنتیکی شناسایی شده است، از جمله +GEFS و سندروم Dravet. حالت‌های احتمالی توارث برای استعداد ژنتیکی تشنج‌های ناشی از تب، شامل اتوزومال غالب با نفوذ کاهش‌یافته و توارث چندعاملی چند‌ژنی است. همچنین، ارتباطی با کمبود آهن، به ویژه در کشورهای در حال توسعه، گزارش شده است.

## سازوکار
سازوکار اصلی تشنج‌های ناشی از تب هنوز ناشناخته است، اما تصور می‌شود که چندعاملی، شامل عوامل ژنتیکی و محیطی، باشد. فرضیات شامل نابالغی سیستم عصبی مرکزی در سنین پایین‌تر است که مغز را در برابر اثرات تب، آسیب‌پذیرتر می‌کند. افزایش فعالیت نورون‌ها در طول رشد سریع مغز، ممکن است به توضیح اینکه چرا کودکان، به‌ ویژه کمتر از ۳ سال، مستعد تشنج‌های ناشی از تب هستند، کمک ‌کند، چرا که این تشنج‌ها پس از ۵ سالگی کاهش می‌یابند. سازوکارهای پیشنهادی دیگر، شامل فعل و انفعالات واسطه‌های التهابی، به‌ویژه سیتوکین‌ها است که طی تب آزاد شده و باعث افزایش دما در مغز می‌شوند که ممکن است به نوعی، منجر به تشنج شود. سیتوکین‌های خاص دخیل شامل افزایش CSF IL-1β و IL-6 سرم هستند.

## تشخیص‌
تشخیص با رد کردن علل جدی‌تر تشنج و تب، به ویژه، مننژیت و آنسفالیت، انجام می‌شود. با این حال، در کودکانی که در برابر پنوموکوک و هموفیلوس آنفلوآنزا ایمن شده‌اند، خطر ابتلا به مننژیت باکتریایی کم است. اگر کودک بهبود یافته است و به‌طور طبیعی رفتار می‌کند، مننژیت باکتریایی بسیار بعید است و انجام اقدامات بعدی را مانند پونکسیون کمری غیرضروری می‌کند.
تشخیص شامل گرفتن یک شرح‌حال دقیق از جمله مقدار بالاترین درجه حرارت ثبت شده، زمان تشنج و تب، ویژگی‌های تشنج، زمان بازگشت به حالت اولیه، سابقه واکسیناسیون، مواجهه با بیماری، سابقه خانوادگی و غیره، به علاوه‌ انجام یک معاینه فیزیکی است که به دنبال علائم عفونت از جمله مننژیت و وضعیت عصبی می‌گردد. انجام آزمایش خون، تصویربرداری از مغز و نوار مغزی (EEG)، معمولاً مورد نیاز نیستند. با این حال، برای تشنج‌های ناشی از تب پیچیده، EEG و تصویربرداری با (Magnetic resonance imaging)  MRI  از مغز، ممکن است مفید باشد.
در صورت وجود علائم و نشانه‌های واضح مننژیت یا در صورت وجود شک بالینی بالا، انجام پونکسیون کمری توصیه می‌شود. با این حال، پونکسیون کمری گزینه‌ای است که ممکن است در کودکان کمتر از ۱۲ ماه در نظر گرفته شود، زیرا علائم و نشانه‌های مننژیت ممکن است غیرعادی باشد، یا اگر کودک به حالت اولیه بازنگردد، یا اگر کودک در برابر هموفیلوس آنفلوآنزا و پنوموکوک یا واکسینه نشده، یا وضعیت واکسیناسیون ناشناخته باشد، انجام می‌شود.
تشخیص افتراقی شامل دیگر علل تشنج مانند عفونت‌های دستگاه عصبی مرکزی (مانند مننژیت و آنسفالیت)، اختلالات متابولیک (به عنوان مثال عدم تعادل الکترولیت)، آسیب دستگاه عصبی مرکزی، مصرف دارو و/یا ترک، شرایط ژنتیکی (مانند GEFS+)، FIRES (Febrile infection-related epilepsy syndrome)، لرز، هذیان ناشی از تب، میوکلونوس ناشی از تب، حملات ریسه (breath holding spells) و سنکوپ ناشی از تشنج است. با این حال، تشنج ناشی از تب، همچنان محتمل‌ترین علت تشنج، در کودکان زیر ۵ سال است.

## پیشگیری
استفاده از فنی‌توئین، والپروات، ایبوپروفن، دیکلوفناک، استامینوفن، پیریدوکسین یا سولفات روی، هیچ سودی ندارند. هیچ شواهدی برای حمایت از تجویز داروهای تب‌بر مانند استامینوفن در زمان تشنج ناشی از تب یا برای جلوگیری از میزان عود، وجود ندارد. از روش‌های خنک‌کننده سریع مانند حمام یخ یا حمام سرما، به‌عنوان روشی برای کاهش دمای کودک، به‌ویژه هنگام تشنج ناشی از تب باید اجتناب کرد.
تشنج‌های ناشی از تب عودکننده، با دیازپام و فنوباربیتال متناوب، کاهش می‌یابند، اما میزان عوارض جانبی بالایی دارند.  بنابراین، آنها به عنوان اقدامی برای جلوگیری از تشنج‌های بیشتر، توصیه نمی‌شوند.

## درمان
اگر کودک تشنج ناشی از تب داشته باشد، توصیه‌های زیر برای مراقبین توصیه می‌شود:
- به زمان شروع تشنج توجه کنید. اگر تشنج بیش از ۵ دقیقه طول کشید، با آمبولانس تماس بگیرید. ممکن است از داروهایی برای توقف تشنج مانند دیازپام رکتال یا میدازولام داخل بینی استفاده شود.[۳] کودک باید فوراً برای تشخیص و درمان بیشتر به نزدیکترین مرکز پزشکی انتقال داده شود.[۲۵]
- به تدریج کودک را روی یک سطح محافظت‌شده مانند کف اتاق یا زمین قرار دهید تا از آسیب تصادفی، جلوگیری شود. هنگام تشنج، کودک را مهار نکنید و در آغوش نگیرید.[۲۵]
- برای جلوگیری از خفگی، کودک را روی پهلو یا شکم خودش قرار دهید. در صورت امکان، به آرامی هر چیزی را از دهان کودک خارج کنید. در هنگام تشنج هرگز نباید چیزی در دهان کودک گذاشته شود. این اشیاء می‌توانند راه هوایی کودک را مسدود کرده و تنفس را دشوار کنند.[۲۵]
- اگر این اولین تشنج ناشی از تب در کودک است، فوراً به پزشک مراجعه کنید و پس از پایان تشنج، کودک را نزد پزشک ببرید تا علت تب را بررسی کند. این امر، به ویژه در صورتی ضروری است که کودک علائم سفتی گردن، بی‌حالی شدید یا استفراغ فراوان را نشان دهد که ممکن است نشانه‌های مننژیت، عفونت در سطح مغز، باشد.[۲۵]

در کسانی که یک تشنج منفرد، بیش از ۵ دقیقه طول می‌کشد یا دو تشنج متوالی، بیش از 5 دقیقه طول می‌کشد که در آن فرد به وضعیت ذهنی اولیه خود بازنگشته است، به عنوان بحران صرعی تعریف شده و مصرف لورازپام داخل وریدی، دیازپام رکتال یا میدازولام داخل بینی توصیه می‌شود. داروهای ضدتشنج در بحران صرعی، در تلاش برای جلوگیری از عوارضی مانند آسیب به هیپوکامپ (اَسبک مغز) یا صرع لوب گیجگاهی استفاده می‌شود.
علل ثانویه‌ تشنج در صورت وجود، باید بررسی شوند. سوالاتی که ممکن است از مراقب‌هایی که شاهد تشنج بوده‌اند پرسیده شود، شامل طول تشنج، زمان روز، از دست دادن هوشیاری، از دست دادن اختیار مدفوع یا ادرار، دوره تغییر سطح هوشیاری یا سردرگمی پس از توقف تشنج، حرکت چشم‌ها به سمتی خاص، عفونت‌های اخیر، مصرف اخیر داروها از جمله آنتی بیوتیک‌ها یا داروهای تب‌بر، سابقه خانوادگی تشنج ناشی از تب یا غیر ناشی از تب، واکسیناسیون و سابقه سفر است.
علائم حیاتی باید در اورژانس همراه با مشاهده، به مدت ۶ ساعت کنترل شوند. ارزیابی علت تب باید شامل علائم عفونت مانند برآمدگی پرده صماخ (عفونت گوش میانی)، قرمزی حلق، بزرگ شدن لوزه‌ها، بزرگ شدن گره‌های لنفاوی گردنی (فارنژیت استرپتوکوکی یا مونونوکلئوز عفونی) و بثورات گسترده باشد.  عفونت‌های دستگاه عصبی مرکزی، مانند مننژیت، آنسفالیت و آبسه‌های مغزی همراه با اختلالات الکترولیتی باید رد شوند.

## پیش‌آگهی
پیامدهای درازمدت به‌طور کلی خوب بوده و با خطر کمی برای مشکلات عصبی یا صرع همراه هستند. کسانی که یک تشنج ناشی از تب دارند، تقریباً ۳۰ تا ۴۰ درصد احتمال دارد که در دو سال آینده دچار یک تشنج دیگر شده و این خطر در افراد جوان‌تر، بیشتر است.
تشنج‌های ناشی از تب ساده، معمولاً تکرار نمی‌شوند (کودکان معمولاً از آنها رهایی می‌یابند) و احتمال بروز صرع بزرگسالان را به‌طور قابل‌ توجهی (حدود ۳ تا ۵ درصد) در مقایسه با عموم مردم (۱ درصد) افزایش نمی‌دهند. کودکان مبتلا به تشنج ناشی از تب اگر در اولین تشنج خود در سنین پایین بوده (کمتر از ۱۸ ماهگی)، در بستگان درجه یک (پدر و مادر یا خواهر و برادر) سابقه تشنج ناشی از تب داشته باشند، بین شروع تب و تشنج زمان کوتاهی وجود داشته باشد، قبل از تشنج، تب خفیف داشته باشند یا سابقه تشنج همراه با علائم عصبی غیرطبیعی یا تاخیر در رشد داشته باشند، بیشتر در آینده دچار تشنج ناشی از تب می‌شوند. به‌طور مشابه، پیش‌آگهی پس از تشنج ناشی از تبِ پیچیده، عالی است، اگرچه افزایش خطر مرگ برای تشنج‌های ناشی از تبِ پیچیده، نشان داده شده که تا حدی به شرایط زمینه‌ای مربوط می‌شود.

## همه‌گیرشناسی
تشنج ناشی از تب در سنین ۶ ماهگی تا ۵ سالگی اتفاق می‌افتد.  اوج سن تشنج ناشی از تب، ۱۸ ماهگی است که شایع‌ترین محدوده سنی آن، ۱۲ تا ۳۰ ماهگی است. آنها بین ۲ تا ۵ درصد از کودکان را تحت تاثیر قرار می‌دهند. آنها در پسران شایع‌تر از دختران هستند. تشنج ناشی از تب می‌تواند در هر گروه قومی رخ دهد، اگرچه در گوامانیایی‌ها (۱۴٪)، ژاپنی‌ها (۶-۹٪) و هندی‌ها (۵-۱۰٪) میزان بیشتری وجود داشته است.